# الهيئة الإقليمية للمحافظة على بيئة البحر الأحمر وخليج عدن
الهيئة الإقليمية للمحافظة على بيئة البحر الأحمر وخليج عدن اختصارًا (PERSGA) هي هيئة حكومية تهتم بالمحافظة على البيئات البحرية والساحلية في الإقليم، وتستمد قاعدتها القانونية من الاتفاقية الإقليمية للمحافظة على بيئة البحر الأحمر وخليج عدن والمعروفة اختصاراً باتفاقية جدة، وقد تمّ التوقيع عليها وعلى خطة العمل والبروتوكول الملحقين بها في عام 1982م.

## لمحة عامة

### اتفاقية جدة
أنشأت المنظمة العربية للتربية والثقافة والعلوم (أليكسو) برنامج بيئة البحر الأحمر وخليج عدن عام 1974 بالتعاون مع برنامج الأمم المتحدة للبيئة (UNEP) كواحد من برامج البحار الإقليمية التابعة للأخير. وتم تدعيم برنامج بيئة البحر الأحمر وخليج عدن في عام 1982 بالاتفاقية الإقليمية للمحافظة على بيئة البحر الأحمر وخليج عدن والمعروفة بإتفاقية جده لعام 1982. والتي تشير بوضوح إلى التزام حكومات الإقليم وعزمها السياسي لمعالجة قضايا البيئات البحرية والساحلية للبحر الأحمر وخليج عدن من خلال أنشطة مشتركة ومتناسقة. وكان ذلك نتاجاً لمؤتمر جده الأقليمي للمفوضين للمحافظة على البيئة البحرية والمناطق الساحلية في البحر الأحمر وخليج عدن والذي عقد بمدينة جدة بالمملكة العربية السعودية خلال الفترة 13 - 15 فبراير 1982. وتعتبر اتفاقيتا ماربول وبازل مكملتان للإطار القانوني للهيئة، كما أن أحكام هذه الاتفاقيات جاءت متماشية مع مواد اتفاقية الأمم المتحدة لقانون البحار (1982) حيث تشير المادة (123) من هذه الاتفاقية إلى تعاون الدول الساحلية للبحار المغلقة أو شبه المغلقة. وتنسيق جهودها بالنسبة للحقوق والواجبات فيما يختص بحماية البيئة البحرية والحفاظ عليها من التلوث.

## تكوين الهيئة
تتكون الهيئة من مجلس يضم الوزراء المسئولين عن شؤون البيئة في الدول الأعضاء وهي: المملكة الأردنية الهاشمية، جمهورية جيبوتي، المملكة العربية السعودية، جمهورية الصومال الديمقراطية، جمهورية السودان، جمهورية مصر العربية والجمهورية اليمنية، حيث يجتمع المجلس الوزاري للهيئة كل سنتين في إحدى الدول الاعضاء لإقرار السياسات الفنية والمالية.
تضم الأمانة العامة للهيئة موظفين من جميع دول الإقليم يقمون بتنفيذ الأعمال اليومية وتنسيق البرامج مع دول الإقليم من خلال نقاط الاتصال الوطنية. تقوم الهيئة، من مقرها الرئيسي في مدينة جدة بالمملكة العربية السعودية، باتخاذ الإجراءات اللازمة لتنفيذ اتفاقية جدة وخطة العمل الملحقة بها والتي تهدف إلى تلبية الحاجات البيئية للإقليم وتعزيز إمكاناته البيئية. وتحتوي خطة العمل على أربعة عناصر وهي: تقييم الأحوال البيئية، الإدارة البيئية، الترتيبات التنظيمية والمالية والنواحي القانونية. وتسعى الهيئة إلى تنفيذ خطة العمل من خلال تنسيق الأنشطة الوطنية والإقليمية؛ وتعزيز مفهوم التنمية المستدامة للمناطق الساحلية والبحرية؛ ومن شأن هذه الإجراءات حماية الإنسان والبيئة باعتبارهما الهدف الاساسي لخطة العمل.